# Kanton La Hague
La Hague is een kanton van het Franse departement Manche in de regio Normandië. Het kanton maakt deel uit van het arrondissement Cherbourg.
Het kanton is op 22 maart 2015 gevormd uit de gemeenten van het op die dag opgeheven kanton Beaumont-Hague en de van het kanton Équeurdreville-Hainneville overgenomen gemeente Querqueville. Deze plaats werd de hoofdplaats van het nieuwe kanton maar doordat op 1 januari 2016 deze gemeente werd opgenomen in de commune nouvelle Cherbourg-en-Cotentin is deze gemeente nu feitelijk de hoofdplaats van het kanton.
Op 1 januari 2017 fuseerden de overige gemeenten van het kanton tot de commune nouvelle La Hague waardoor het kanton nu nog slechts één gemeente en een deelgemeente van Cherbourg-en-Cotentin omvat.
Agon-Coutainville · Avranches · Bréhal · Bricquebec-en-Cotentin · Carentan-les-Marais · Cherbourg-en-Cotentin-1 · -2 · -3 · -4 · -5 · Condé-sur-Vire · Coutances · Créances · Granville · La Hague · Isigny-le-Buat · Le Mortainais · Les Pieux · Pont-Hébert · Pontorson · Quettreville-sur-Sienne · Saint-Hilaire-du-Harcouët · Saint-Lô-1 · -2 · Valognes · Val-de-Saire · Villedieu-les-Poêles